# دهستان حرجند
دهستان حرجند نام دهستانی در بخش کوهساران شهرستان راور، استان کرمان در ایران است. براساس سرشماری مرکز آمار ایران در سال ۱۳۸۵، جمعیت آن ۳۰۲۵ نفر (۷۸۸ خانوار) بوده‌است.